# 南元朗官立小學
南元朗官立小學（英語：South Yuen Long Government Primary School），位於香港元朗欖口村，學校的前身為元朗小學，始創於1904年。學校於1966年分拆為上午校及下午校。2008年，學校轉為全日制，上午校遷到欖口村路建的後千禧校舍，更名為南元朗官立小學。
南元朗官立小學現時校訓為「樂學展潛能，律己務善群」，致力提供優良的學習環境及高質素的教學活動， 培養學生德、智、體、群、美五育均衡發展， 使學生能過愉快的童年生活，邁向積極人生，於2000年代由譚淑芬校長所定立。該校有三間同區聯繫中學，包括：新界鄉議局元朗區中學、趙聿修紀念中學和天水圍官立中學。

## 歷史

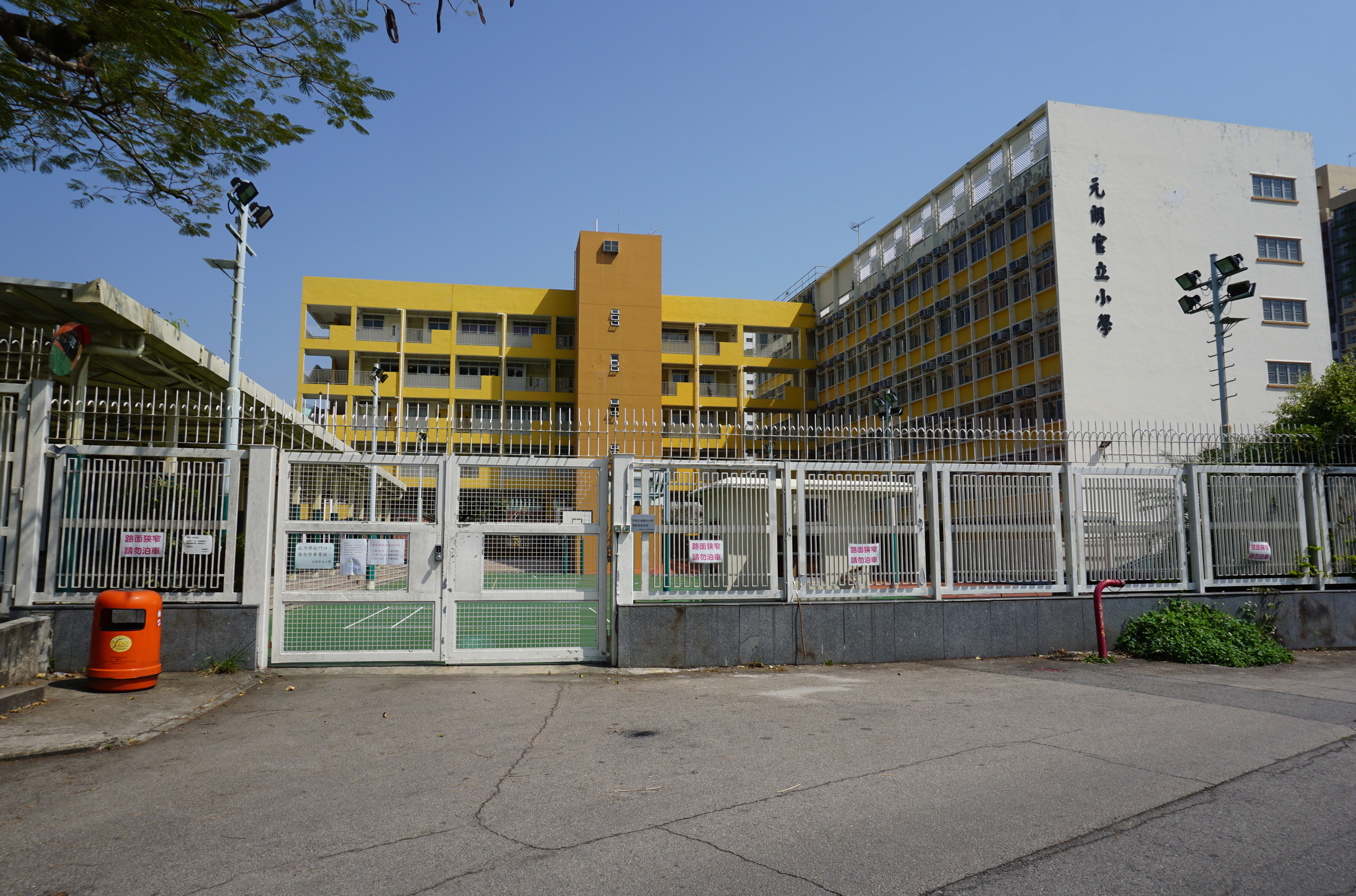
元朗官立上午小學前校舍，現時由元朗官立小學使用

1898年6月9日，大英帝國與大清帝國簽訂《展拓香港界址專條》。由1898年7月1日起，新安縣深圳河以南之地，都歸入英屬香港的範圍。1899年4月，英國軍隊與新界氏族間爆發新界六日戰。殖民地政府接管新界初期，新界原居民抗拒英國人的管治方式，雙方衝突不止。政府以軟硬兼施方式應對，一方面在新界各市成立警署，另一方面開辦學校，教化鄉民。
1904年5月1日，元朗小學（Un Long School）正式於元朗大橋村祠堂成立，是香港政府在港首辦的現代化英制全日制高小，提供英文教育。創校時約有20多名學生，創校校訓是「博、愛、信、誠」。由於其時傳統家庭對子女求學的意識薄弱，加上難以支付學費，元朗小學的入學人數不高。因此政府於1908年1月關閉學校，部份學生轉到屏山學校（位於屏山愈喬二公祠）上學。
1912-13年，屏山學校停辦，元朗小學於元朗大橋村復辦，學生人數逐漸攀升，校舍設施亦不敷應用。因此學校於1918年向政府申請興建新校舍。1920年代，學校曾租用其他地方作臨時校舍，1930年借用博愛醫院一部份地方上課。
1931年7月2日，位於凹頭警署旁的新校舍落成啟用，10月27日由華人領袖曹善允主持開幕典禮，學生人數以達百多人。新單層校舍有4間課室、2間特別室，配以紅磚牆和黑色鋪瓦屋頂和煙囪，校舍外有黑色鐵欄，前方有一個藍球場。同類型建築有前香港皇家遊艇會會所及前馬頭角牲畜檢疫站。大橋村舊平房校舍（現今橋樂坊）於1934年獲新成立的鐘聲學校續用。
1935年，英國皇家視學官賓尼（Edmund Burney）從相關的歷史和社會因素角度，詳細檢討當時的教育制度。賓尼提出的建議包括擴大小學教育、加強漢文教育和改善師資培訓。1936年，學校改制成為中文高小。1938年，由於抗日戰爭已全面展開，大批國內難民湧港，學校支援中國戰時兒童保育會香港分會收錄難民子女。
1941年-1946年，學校在日治時期下停辨，有一隊日軍於學校駐紮。1946年1日，學校復辦，2月11日復課。1950年元朗小學易名為元朗官立小學。
隨著戰後嬰兒潮的適齡兒童數目大增，政府出資為學校擴建一幢6層高、共有30個課室的的新校舍，於1966年落成，原址是一個實驗農場。新校舍是1950-60年代的典型香港政府建築設計，屬於現代主義建築風格，簡約務實，主張功能主義，同一時期相同風格的建築物有法定古蹟香港大會堂、新界鄉議局元朗區中學、何文田官立中學等等。學校由全日制轉為半日制，成為兩所獨立營運的六年制小學，分別名為元朗官立上午小學和元朗官立下午小學，學生人數已超過500人，兩校其後每年會舉辦聯校運動會和聯校畢業典禮（直至2002年）。
1999年，因為紅磚屋原校舍日久失修，受到白蟻侵蝕，需要大規模翻新。西面主要部份的舊木柱及黑瓦頂需移除，外牆和屋頂亦油成藍白色以配合主校舍外觀，原校舍開始被稱為藍屋。
2002年，兩校獲准推行優化教育轉辦全日制計劃，獲分配一所元朗第 13 區校舍。2004年，位於藍屋與主校舍之間、前身是雨天操場的四層高新翼校舍落成，為學校新增多用途課室多間，包括圖書館、電腦室、語言學習室、學生活動室和會議室等等。2008年，兩校經抽籤後，上午校遷到欖口村路的後千禧校舍，更名為南元朗官立小學。因建築工程延誤，原計劃於新學年啟用的新校舍延至2008年11月17日啟用。

## 學校設施
欖口村路校舍為一座後千禧校舍，設有30個標準課室及各種特別室，並與毗鄰的佛教陳榮根紀念學校及基督教香港信義會宏信書院共用一個停車場。

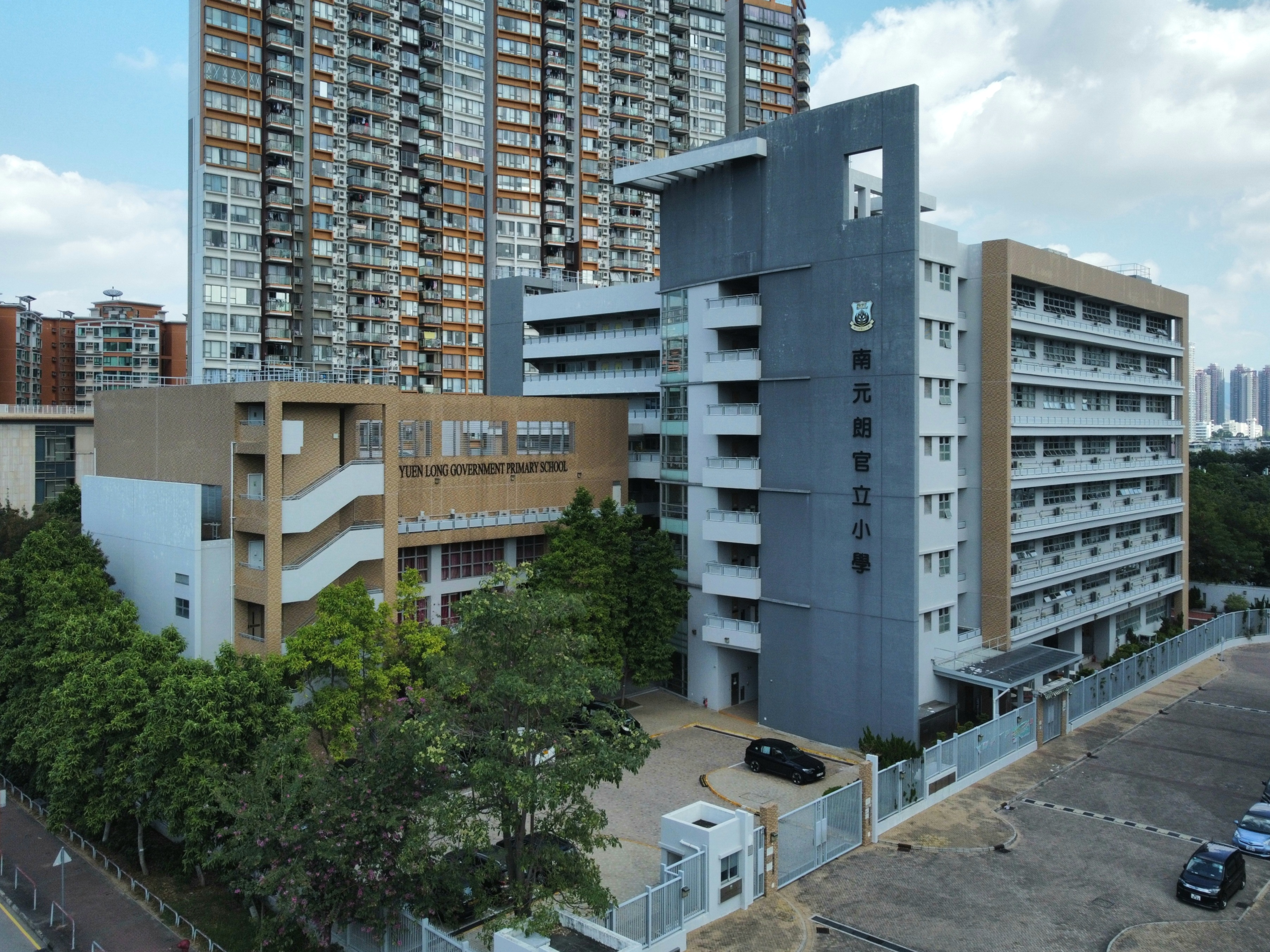
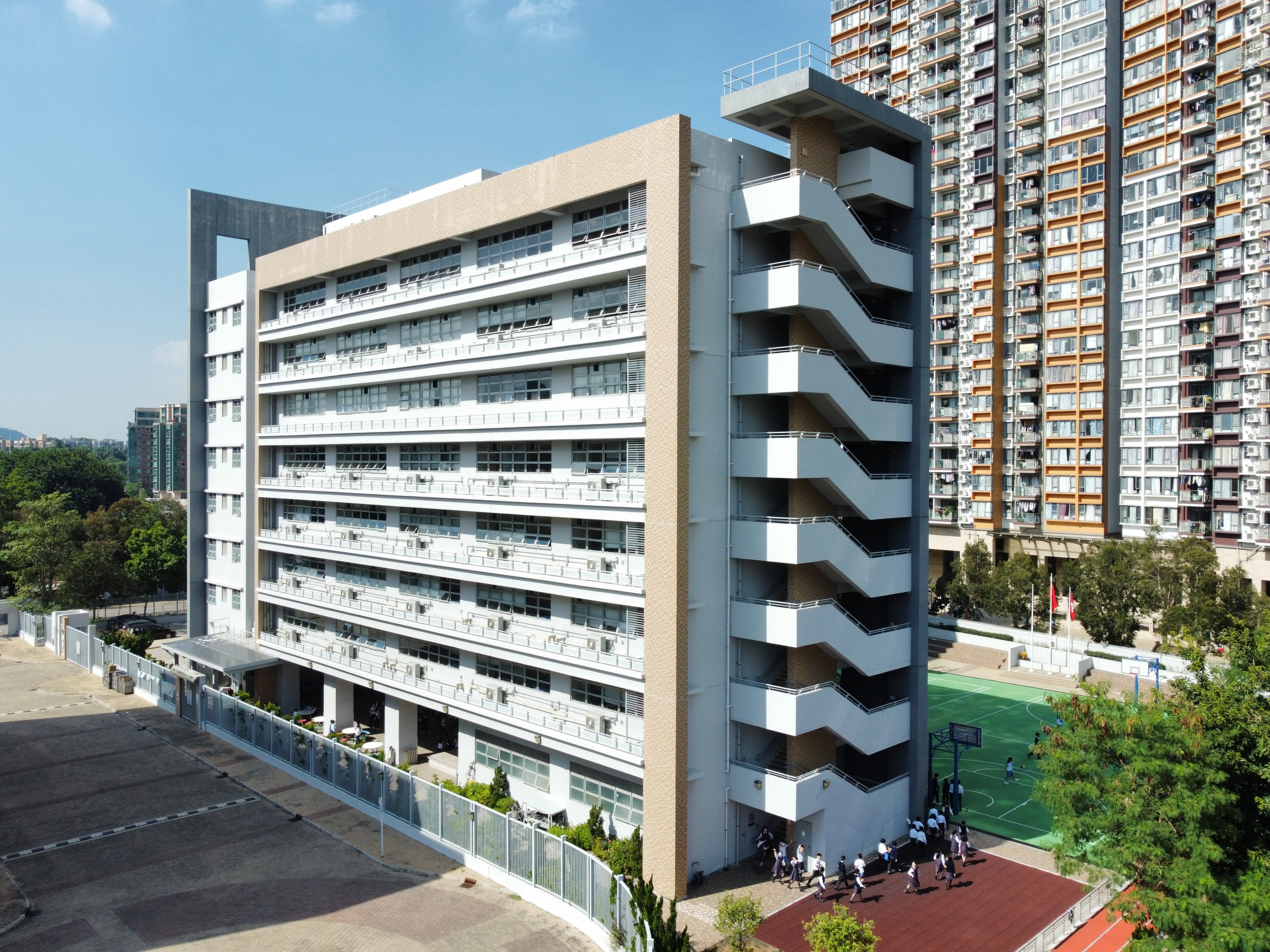
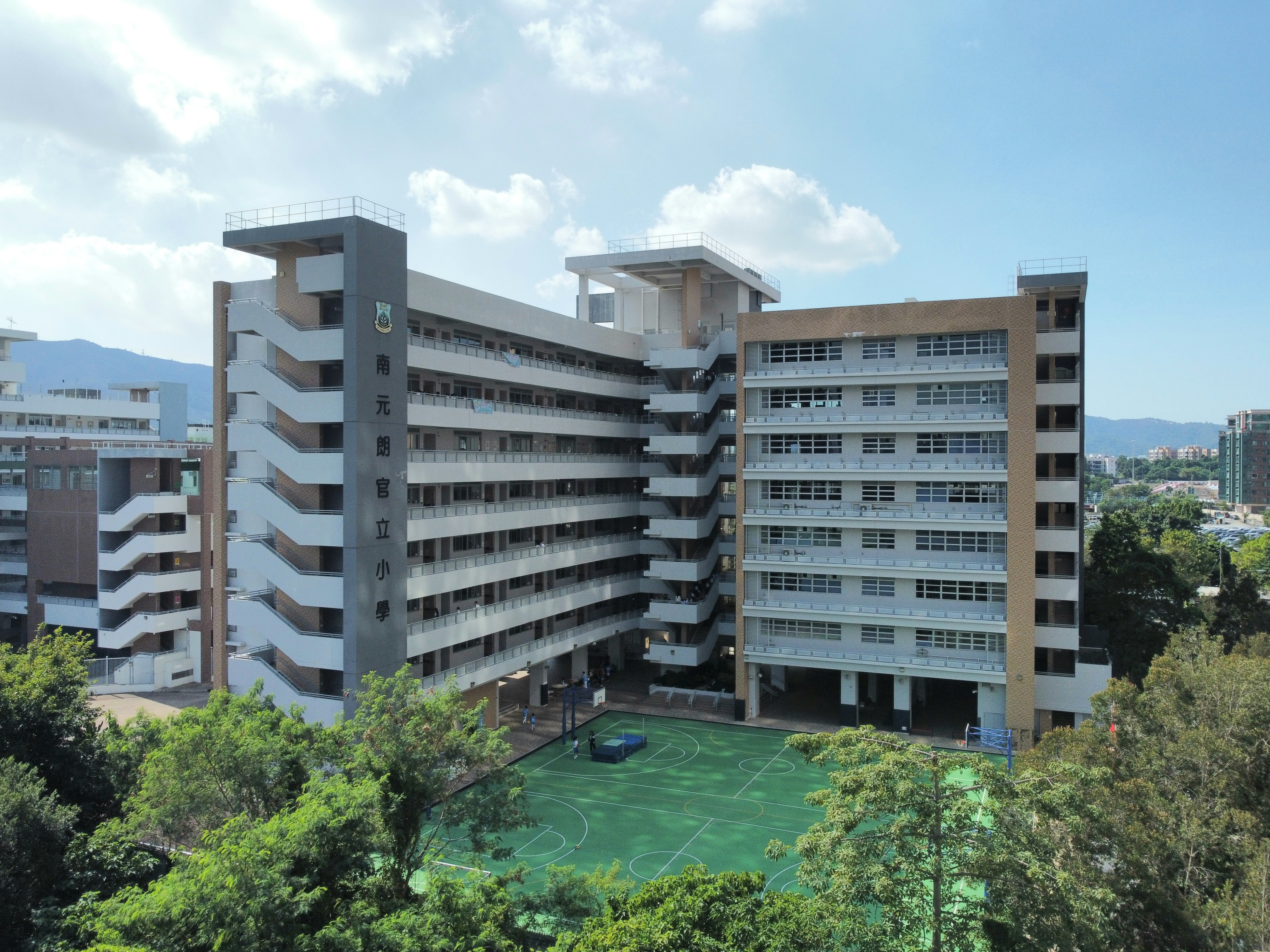

## 校徽
南元朗官立小學的校徽上有一束金黃色的稻苗圖案，象徵元朗鄉民的稻米農耕歷史傳統。現今解釋將稚子比作幼苗，喻意學校培育學童拙壯成長。

## 學校組織
- 元朗官立小學家長教師聯誼會（1951年成立）
- 元朗官立小學校友會（1997年5月成立）
- 南元朗官立小學家長教師會（2006年成立）

## 歷任校長
- 林柏濤校長（1936年-1950年）
- 梁浩然校長（1950年-1953年）
- 周乃聰校長（1953年-1954年）
- 唐俊聰校長（1954年-1955年）
- 謝安校長（1955年-1958年）
- 劉英漢校長（1958年-1960年）
- 邱逢光校長（1960年-1961年）
- 邱達禧校長（1961年-1966年）
- 李華新校長（1966年-1969年）
- 雷達貫校長（1969年-1974年）[6]
- 雷納森校長（1974年-1976年）
- 容華經校長（1976年-1984年）
- 陸洪鈞校長（1984年-1985年）
- 何松年校長（1985年-1989年）
- 陳鎮鎏校長（1989年-1995年）
- 曾樹森校長（1996年-2001年）
- 譚淑芬校長（2001年-2008年）
- 李慧珠校長（2008年-2011年）
- 鄭迪思校長（2011年-2018年）
- 劉婉珊校長（2018年-2023年）
- 吳丹校長（2023年- 現在）

## 著名/傑出校友
- 麥漢楷：香港長者協會主席（1952年畢業）
- 簡松年：全國政協委員（1963年畢業）
- 陳雲：香港學者兼作家（1970年代初畢業）[7]
- 陳錦鴻：香港男演員（1980年小六）[8]
- 甄澤權：香港世界著名魔術師（1994年小六上午校）[9]
- 陳銘泰：香港男子田徑運動員（2007年畢業）[10]

## 外部連結
- 南元朗官立小學 （页面存档备份，存于）
- 元朗官立小學校友會 （页面存档备份，存于）
- 元朗官立小學家長教師聯誼會